# Rekontakt
Rekontakt – drugi album studyjny polskiej grupy muzycznej Pokahontaz. Wydawnictwo ukazało się 19 października 2012 roku nakładem wytwórni muzycznych MaxFloRec i FoAna w dystrybucji Mystic Production. Album wyprodukowali Dino (13 utworów) i DonDe (2 utwory). Nagrania zostały zarejestrowane w IGS Studio w Mysłowicach. Partie wokalne zrealizował Grafit. Z kolei miksowanie i mastering wykonali IGS i Grafit. Gościnnie na płycie wystąpili: duet EmilyRose (Lilu, Emilia), Pezet, Łona oraz Grizzlee, członek formacji EastWest Rockers.
Nagrania dotarły do 2. miejsca zestawienia OLiS.

## Lista utworów
Opracowano na podstawie materiału źródłowego.
1. Fokus, Rahim - "Rekontakt" (produkcja: Dino) - 3:17
2. Fokus, Rahim - "Nie słuchaj" (produkcja: Dino) - 4:07
3. Fokus, Rahim - "Niemiłość" (produkcja: Dino, gościnnie: Pezet) - 4:13
4. Fokus, Rahim - "Róża wiatrów" (produkcja: Dino, scratche: DJ Bambus) - 3:28
5. Fokus, Rahim - "Veto" (produkcja: Dino, gościnnie: Łona) - 3:04
6. Rahim - "Pompuj pompuj" (produkcja: DonDe, scratche: DJ Bambus) - 3:58
7. Fokus, Rahim - "Zawód piosenkarz" (produkcja: Dino, scratche: DJ Bambus) - 2:36
8. Fokus, Rahim - "Kuszenie" (produkcja: Dino) - 3:58
9. Fokus, Rahim - "Jeszcze raz" (produkcja: Dino, gościnnie: EmilyRose) - 4:57
10. Fokus, Rahim - "Misz masz" (produkcja: Dino, scratche: DJ Bambus) - 4:35
11. Fokus - "Stroboskopy" (produkcja: Dino) - 3:54
12. Fokus, Rahim - "Nastroje" (produkcja: Dino, gościnnie: Lilu, scratche: DJ Bambus) - 3:44
13. Fokus, Rahim - "Straty po obu stronach" (produkcja: Dino) - 3:42
14. Fokus, Rahim - "Sorry" (produkcja: DonDe, gościnnie: Grizzlee) - 4:45
15. Fokus, Rahim - "Jak jest?" (produkcja: Dino, scratche: DJ Bambus) - 3:38
16. Fokus, Rahim - "Anty hejter" (Hidden track) - 5:14